# 森長記
森 長記（もり ながのり）は、江戸時代中期の大名。播磨国三日月藩の第2代藩主。官位は従五位下安芸守。

## 略歴
初代藩主・森長俊の長男として美作にて誕生。
正徳5年（1715年）7月27日、父の隠居により跡を継いだ。藩政に見るところはない。しかし性格的に面白い藩主であった。
長記は泰平の世の中では珍しいほど自由奔放に振舞う藩主であった。だからといって暗愚とか馬鹿殿だったわけではない。いわゆる藩とか体制に縛られるのが大嫌いな性格であった。そのため藩政は重臣に任せて、長記は供を連れることもほとんどせずに、まるで無頼のように山や川を駆け回っては狩猟を行って獲物を狩り、屋敷に帰還するのはいつも明朝頃だったと言われている。このため、世間からは「森の夜鷲」とまで称された。また、参勤交代の途上、箱根の関所を午前2時に無理やり通させたこともある（播陽政実録）。しかしこのように無頼な生活を遂げたことが、逆に領民などの下情に通じることにもなり、当時の諸大名の中では最も下情に通じた大名とも言われた。
元文4年（1739年）6月26日、5男・俊春に家督を譲って隠居し、明和4年（1767年）5月4日に81歳で死去した。墓所は
東京都大田区池上の本行寺。

## 系譜
- 父：森長俊（1649-1735）
- 母：布宇 - 浄心院
- 室：重 - 井波氏
  - 五男：森俊春（1726-1806）
- 生母不明の子女
  - 長男：森可敦（1716-1776）